# Jardín botánico Andino Pitunilla
El Jardín Botánico Andino Pitunilla es un jardín botánico que se sitúa en los Andes, precisamente en el distrito de Chumpi, (departamento de Ayacucho) en Perú

## Historia
Perú es uno de los países del mundo donde la biodiversidad es de las más ricas: 25000 especies de plantas, lo que representa un 10% de flora mundial. Sin embargo la geografía accidentada del país (desierto de la costa del Pacífico, Cordillera de los Andes, selva amazónica) a la larga dificultan su descubrimiento.
Es por lo que Pierre-Olivier Combelles y Katia Humala Tasso formaron el proyecto de reunir una parte de entre ellas - las plantas andinas de media altitud no amazónicas - en un mismo lugar accesible al público. Este proyecto que data de varios años atrás, se había emprendido inicialmente en Bolivia en Sorata la Carta de la Naturaleza N°188, nov-dic 2000 pero debieron de abandonarse debido a la situación insurreccional que se vivía.
Pierre Olivier Combelles y Katia Humala Tasso encontraron en Pitunilla (2700-3000 m s. n. m.), en los Andes del sur de Perú, unas buenas condiciones para reiniciar, y el trabajo se reanudó de manera normal desde noviembre del 2004. La realización del proyecto se efectúa bajo la dirección de Pierre Olivier Combelles, con la participación del Institut Andin d’Études Ethnobiologiques (París) y del Instituto Andino de Estudios Etnobiológicos (Lima), dos asociaciones gemelas.
El jardín botánico Pitunilla, tal como sus creadores se lo imaginan, será un conservatorio a la vez que botánico y un parque donde se favorecerá el aspecto estético. 

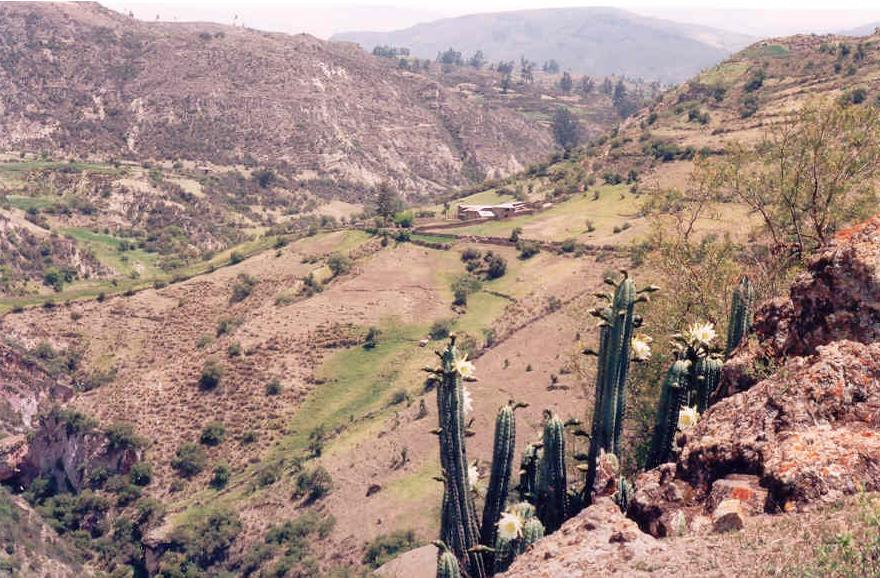
El entorno de "Pitunilla" (Parinacochas, Ayacucho, Perú).

El lugar elegido es el cercado Quirauniyocc ("la cuna"), situado en un extremo del valle de Pitunilla, sobre un promontorio dominando el vallejo del Tastamayo, que está flanqueado por el barranco del Saccayoc y el valle del río Acos a lo lejos. Extendiéndose sobre 5 hectáreas, incluye una parte superior con forma de lavabo (1,5 ha) y las cuestas más o menos empinadas donde se yerguen actualmente bonitos ejemplares de molle (Schinus molle), cactus columnares (Cereus) y de tasta (Escallonia angustifolia).
El lugar elegido, es un antiguo cementerio prehispánico, dado que estos, siempre se instalaron sobre alturas que dominaran un extenso panorama. Museo vivo, el jardín botánico agrupará las plantas más representativas de los Andes adaptables al clima y a la altitud de Pitunilla: árboles, arbustos, plantas cultivadas, medicinales, decorativas. Se hará hincapié en los árboles y arbustos de flores 
(Cantua, Kageneckia, Chuquiragua, Barnadesia, Fuchsia, Delostoma, Bignoniaceae, Lupinus, etc.) y de cactus, encuadrando pisos de plantas herbáceas salvajes y cultivadas (Canna edulis, Salvia, etc.). Comenzamos por la flora local para pasar a continuación a la flora regional, luego andina en general.

## Situación de la progresión de los trabajos
Las adaptaciones del terreno y las plantaciones comenzaron en diciembre de 2004: 
- Reparación de los canales de riego, limpieza del terreno.
- Labranza de algunas parcelas donde se sembraron algunos cultivos andinos (patata, maíz, quina, kiwicha, cucurbitáceas), plantación de cierres de magüey (Agave americana) al borde de los precipicios, primeras plantaciones de especies locales informadas de excursiones botánicas.
- Se establecerá un vivero durante la temporada de las lluvias 2005-2006 (diciembre a marzo).
- A nivel científico, los creadores emprendieron el inventario de la flora local, que se extenderá a la región y a las regiones vecinas.
- Publicaciones están en curso.

La apertura al público se prevé para el 2009.

Especímenes
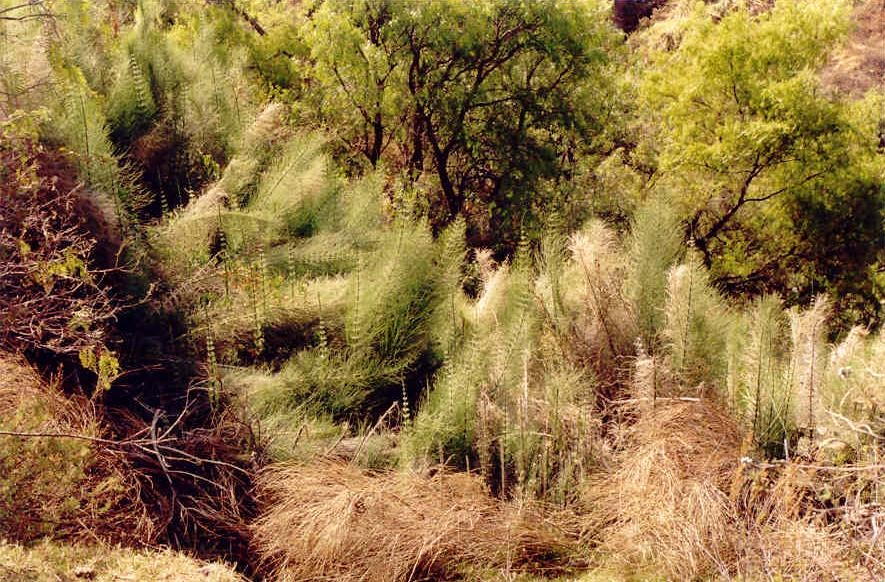
Equisetum_giganteum en Pitunilla.
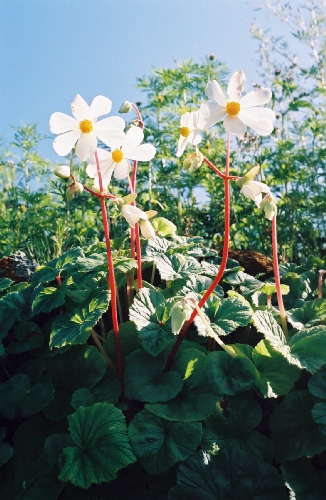
Begonia octopetala una de las especies presentes en Pinutilla.
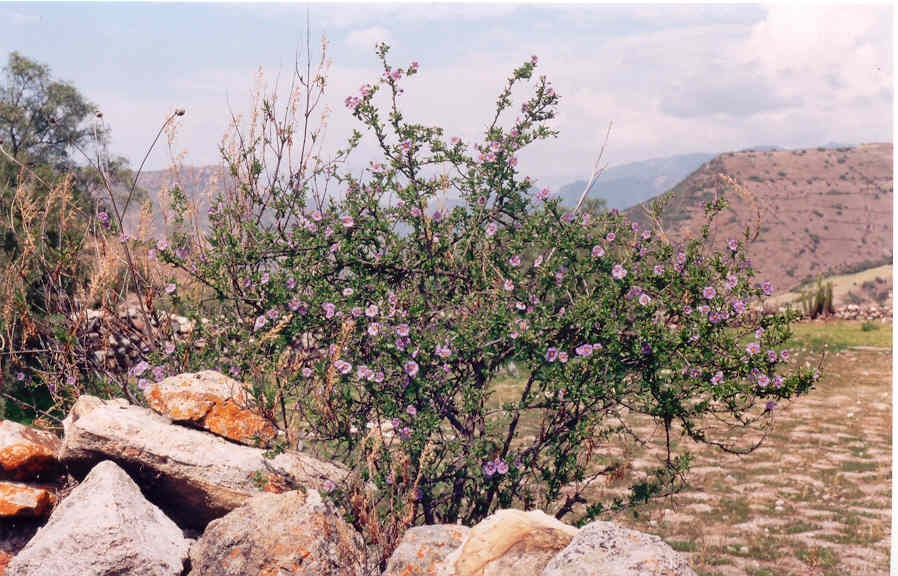
Lycianthes lycioides en Pitunilla.